# Aplidiopsis georgianum
Aplidiopsis georgianum is een zakpijpensoort uit de familie van de Polyclinidae. De wetenschappelijke naam van de soort is voor het eerst geldig gepubliceerd in 1932 door Sluiter.